# Карташёв, Пётр Евстафьевич
Карташёв Пётр Евстафьевич (Евтихиевич) (около 1732—после 1775) — офицер Российского императорского флота, участник русско-турецкой войны (1768—1774), Хиосского и Чесменского сражений. Георгиевский кавалер, капитан 2 ранга.

## Биография
Родился около 1732 года. 3 марта 1749 года поступил на службу матросом. 15 ноября 1751 года определён учеником в Академию морской гвардии, 24 апреля 1753 года стал кадетом Морского корпуса. В 1755—1758 годах был в кампаниях на Балтийском и Немецком морях. 20 февраля 1758 года произведён в гардемарины, 24 апреля 1758 года в мичманы. В следующем году находился при кронштадтских провиантских магазинах. В 1760 году на пакетботе «Mеркуриус» плавал от Кронштадта до Кольберга. В 1761—1762 годах сделал переход из Кронштадта в Архангельск и обратно. 22 мая 1762 года произведён в унтер-лейтенанты. В 1763 году командуя пинком «Вологда», совершил плавание из Кронштадта в Пиллау. 20 апреля 1764 года произведён в лейтенанты. В 1764—1767 годах ежегодно плавал в Балтийском море и сделал переход из Архангельска в Кронштадта. В 1768 году находился при кронштадтской береговой команде.

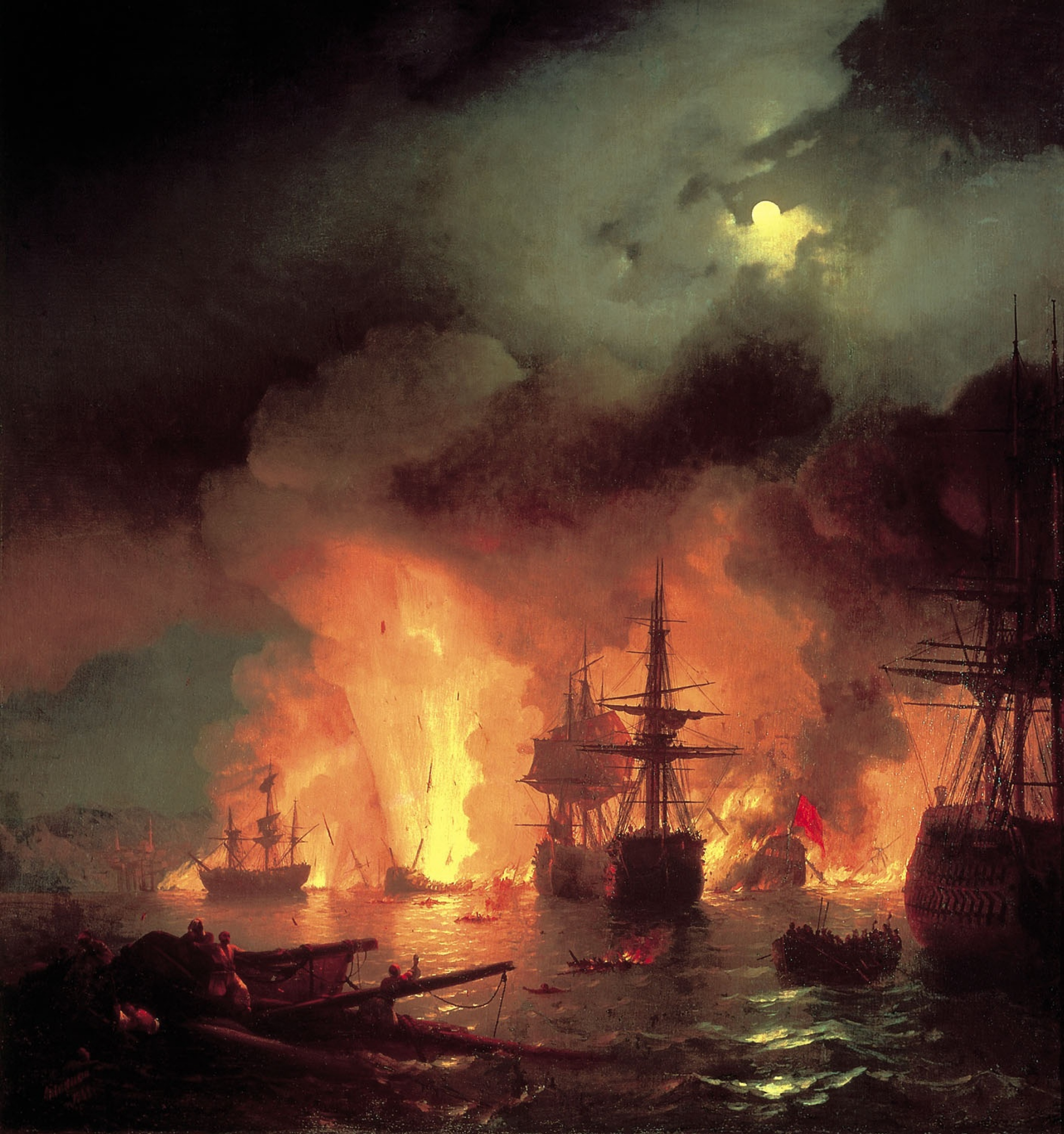
И. Айвазовский. «Чесменский бой». 1848

В 1769 году на линейном корабле «Азия» прибыл из Кронштадта в Копенгаген, затем на корабле «Трёх Святителей» перешёл в Средиземное море в составе эскадры адмирала Г. А. Спиридова. 12 апреля 1770 года произведён в капитан-лейтенанты. Находясь на том же корабле, 24 июня 1770 года участвовал в сражении в Хиосском проливе, 25-26 июня участвовал в Чесменском сражении и при истреблении турецкого флота, подойдя на шлюпке к турецкому кораблю «Родос» взял его в плен. 26 августа 1771 года «за отличную храбрость во время атаки, когда он, отправясь в середину зажженного неприятельского флота, взошел на корабль „Родос“ с крайнею неустрашимостью и при взятии оного и выведения из порта мужественно поступал» награждён орденом Святого Георгия 4 класса (№ 136 по кавалерскому списку Судравского и № 157 по списку Григоровича— Степанова).
В 1771 году вернулся из Архипелага в Россию. В 1722 году командовал фрегатом «Ульриксдаль», занимавшим пост брандвахты в Кронштадте. В 1774 году командуя фрегатом «Святой Евстафий», плавал между о. Даго и м. Стефенсом, в эскадре контр-адмирала И. Я. Барша. 13 января 1775 года уволен от службы с чином капитана 2-го ранга и с пенсионом. 
В 1761-1772 годах показывал за собой 10 душ.